# Acianthera cogniauxiana
Acianthera cogniauxiana  es una especie de orquídea. Es originaria de Centroamérica.

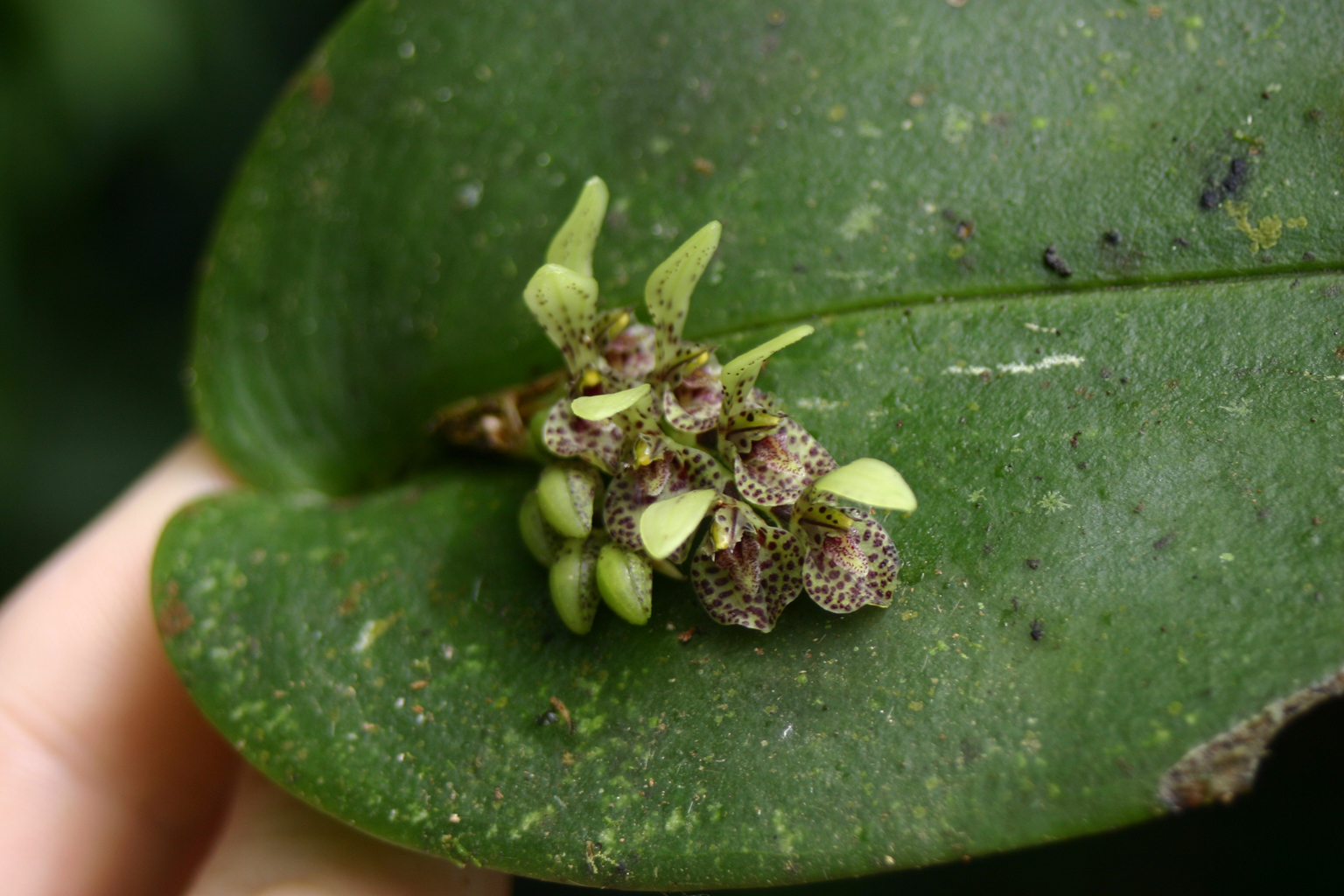
Flores

## Descripción
Es una orquídea de tamaño pequeño a mediano, que prefiere el clima caliente. Tiene hábitos de epifita con tallos erectos, delgados y desnudos o con 1 a 2, vainas basales con 2-3 alas estrechas, pero  prominentes y que llevan una sola hoja, apical, carnosa, elíptico-lanceolada a ovado-lanceolada, acuminada, cordada abajo en la hoja base. Florece en el invierno y a través del verano en 1-2, inflorescencias de 5 cm de largo, más cortas que la hoja, dísticas, racemosas, con pocas y hasta 8 flores que surgen a través de una espata.

## Distribución y hábitat
Se encuentra en Nicaragua, Costa Rica y Panamá, a una altitud de 1.000 a 2.000 metros.

## Taxonomía
Acianthera cogniauxiana fue descrita por (Schltr.) Pridgeon & M.W.Chase   y publicado en Lindleyana 16(4): 243. 2001.
Etimología
Acianthera: nombre genérico que es una referencia a la posición de las anteras de algunas de sus especies.
cogniauxiana: epíteto latino que significa "como peluda".
Sinonimia
- Acianthera congruens (Luer) Pridgeon & M.W.Chase
- Pleurothallis cogniauxiana Schltr.
- Pleurothallis congruens Luer[4][5]